# إريك ستونستريت
أريك ستونستريت (بالإنجليزية: Eric Stonestreet) ولد في (9 سبتمبر 1971)، في كانساس سيتي، كانساس، الولايات المتحدة، هو ممثل أمريكي، والذي قام بالتمثيل بدور شخصية «كاميرون تاكر»  في المسلسل الحائز على جائزة أفضل كوميديا من سلسلة جوائز إيمي مسلسل العائلة الحديثة التي بنيت على شبكة التلفزيونية ABC. وقد تم ترشيح أريك بجائزتين غولدن غلوب ، وقد فاز وترشح بجائزة إيمي. وأيضا فاز وترشح بجائزة نقابة ممثلي الشاشة. وترشح أيضا بجائزة أختيار المراهقين في عام 2009.